# Ланцюжок

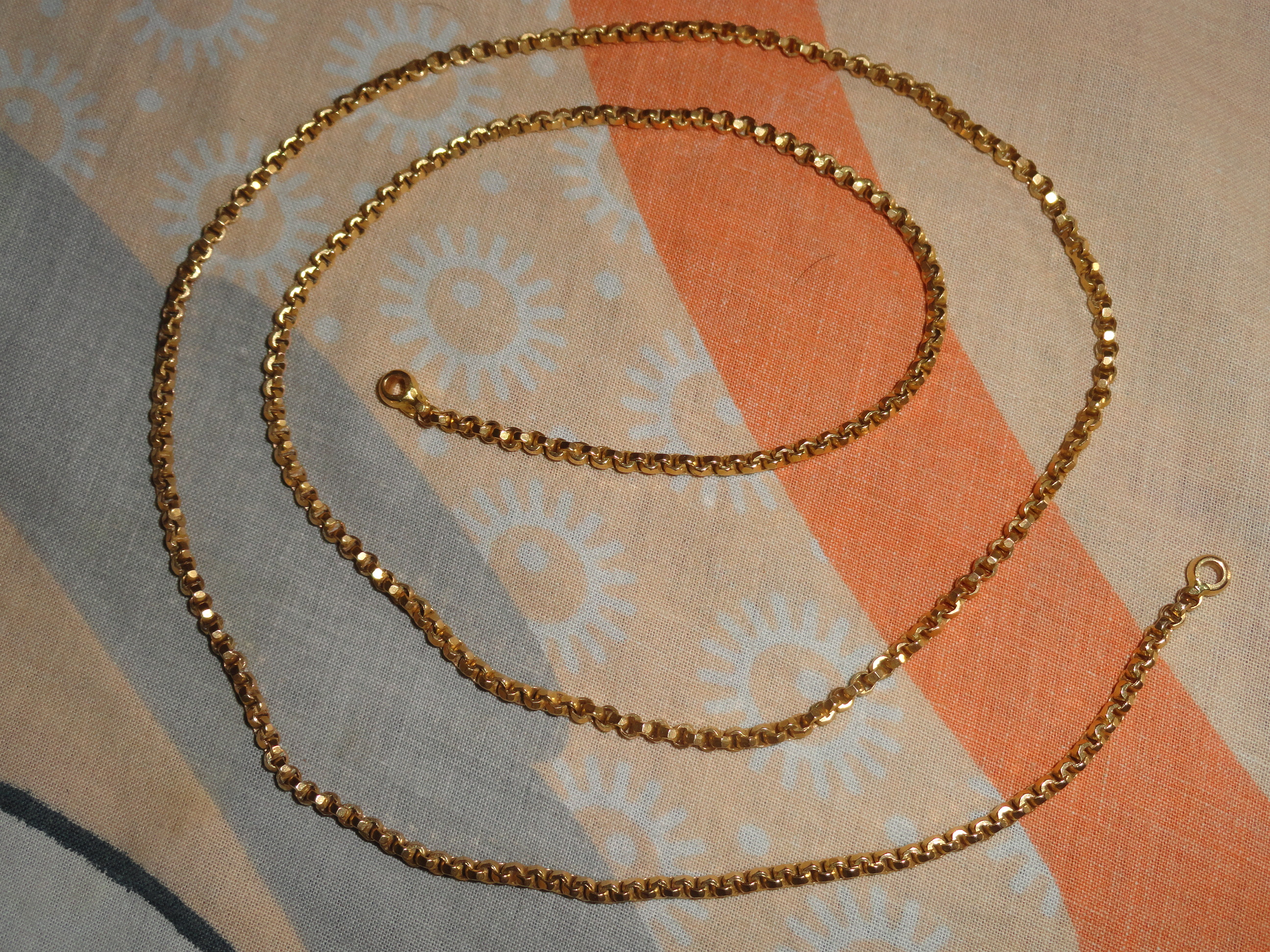
Золотий ланцюжок

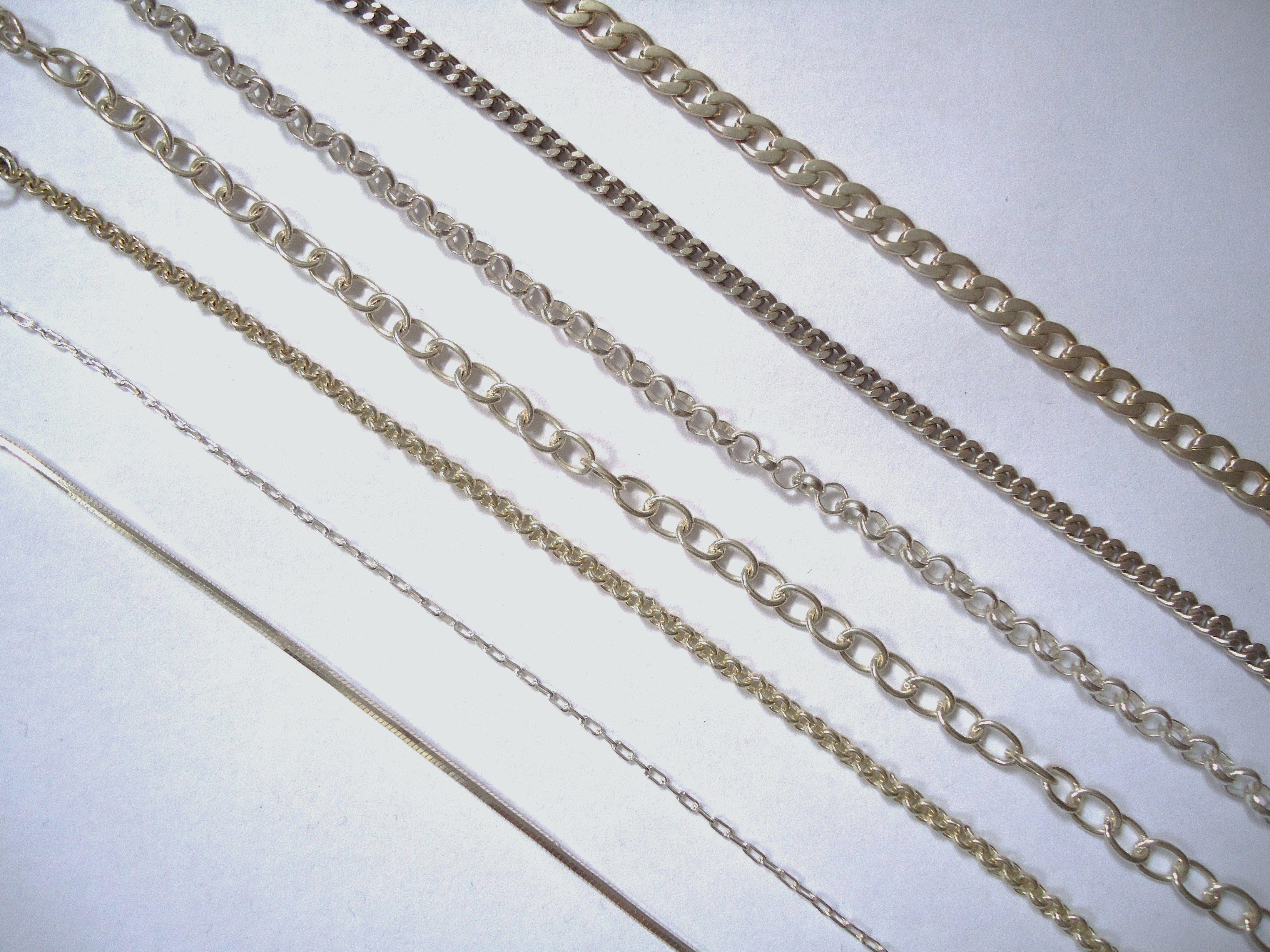
Срібні ланцюжки, різні типи плетіння

Ланцюжо́к або ланцю́г — ювелірний виріб, що складається з багатьох однакових елементів, ланок, які сполучені між собою гнучким з'єднанням.
Ланцюжок, як прикраса носиться на шиї, зап'ястях, одязі, зброї. Часто, матеріал та величина ланцюга відображали класову приналежність його власника.
Ланцюжок також може використовуватися для носіння підві́сок, куло́нів, меда́лей та ін.

## Галерея

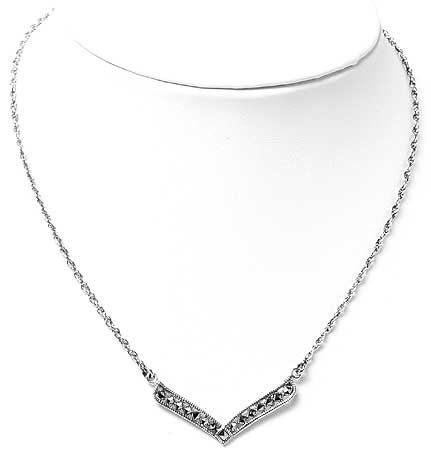
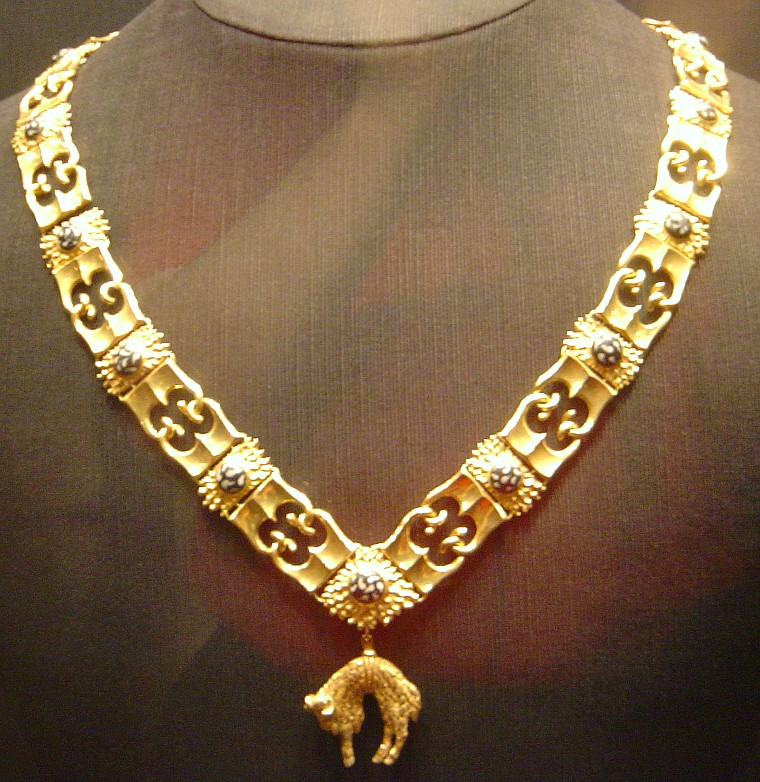
Орден Золотого руна
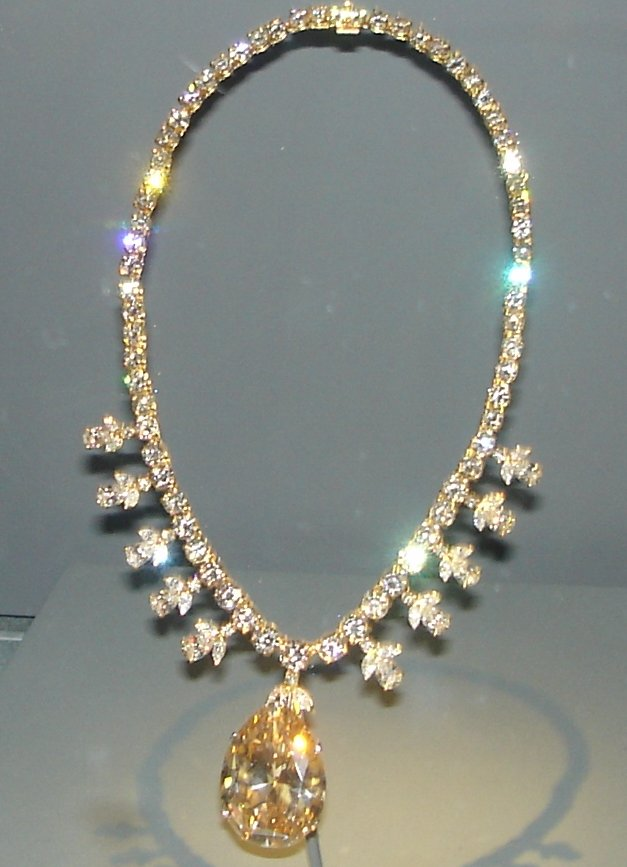